# Metalliskt väte
Metalliskt väte uppstår när väte utsätts för tillräckligt hög kompression och genomgår ett fasskifte; det är ett exempel på degenererad materia. Fast metalliskt väte består av ett kristallgitter av atomkärnor (nämligen protoner), vilkas inbördes avstånd är betydligt mindre än en bohrradie. Avståndet är mer jämförbart med en elektrons våglängd (se de Broglie-våglängd). Elektronerna är obundna och beter sig som ledningselektroner i en metall. Likt vätemolekylen H2 är metalliskt väte en allotrop. I flytande metalliskt väte har inte protonerna en gitterstruktur; systemet är istället en vätska bestående av protoner och elektroner.

## Historik

### Förutsägelser
Trots att det ligger överst i periodiska systemets första kolumn, alkalimetaller, är väte inte under normala omständigheter en alkalimetall. År 1935 förutsade dock fysikerna Eugene Wigner och H.B. Huntington att under det enorma trycket ~ 25 gigapascal (GPa), skulle väteatomer börja uppvisa metalliska egenskaper och förlora sina elektroner. Det stora trycket gjorde experimentell bekräftan svår, men deras förutsägelse om tryckets storlek visade sig vara för låg.

#### Upptäckt
I mars 1996 rapporterade en grupp fysiker vid Lawrence Livermore National Laboratory att de av serendipitet hade framställt, under ungefär en mikrosekund och vid temperaturer av tusentals kelvin och tryck som översteg 100 GPa, det första identifierbara metalliska vätet.
Lawrence Livermore-gruppen förväntade sig inte framställa metalliskt väte, eftersom de inte använde sig av fast väte (något som troddes vara nödvändigt), och arbetade med temperaturer långt över de som specificerades av metalliseringsteorin. Dessutom hade tidigare studier, i vilka fast väte hade komprimerats i diamantstäd i upp till ~250 GPa, inte bekräftat märkbar metallisering. Gruppen hade helt enkelt sökt att mäta de mindre extrema konduktivitetsförändringarna som förväntades äga rum.
Forskarna använde en lättgaskanon från 1960-talet, ursprungligen använd för studier på robotvapen, för att skjuta en platta in i en förseglad behållare med ett en halv millimeter tjockt prov av flytande väte. Det flytande vätet var elektriskt anslutet till mätapparatur för resistans.
Forskarna förvånades över upptäckten att när trycket ökade till 142 GPa, minskade bandgapet, ett mått på resistansen, nästan till noll. Bandgapet hos väte i sitt icke-komprimerade tillstånd ligger runt 15 eV, vilket gör det till en isolator, men om trycket ökar i högre grad faller bandgapsenergin successivt till 0,3 eV. Eftersom dessa 0,3 eV har sitt ursprung i vätskans termiska energi (temperaturen ökade till ungefär 3000 K på grund av provets kompression), kan vätet i det läget betraktas som metalliskt.

### Supraledning
N.W. Ashcroft har föreslagit att metalliskt väte kan vara supraledande i så höga temperaturer som rumstemperatur (290 K), mycket högre än något annat känt supraledande material. Hypotesen baserar sig på dess extremt höga ljudhastighet och den förväntade starka kopplingen mellan ledningselektronerna och gittrets vibrationer.

### Nya typer av kvantvätskor
Materiens i nuläget kända "supertillstånd" är supraledare, supervätskor och supersolider. Egor Babaev förutspådde att om väte och deuterium har flytande metalliska tillståndsfaser, kan de ha ordnade tillstånd som varken kan klassificeras som supraledande eller supervätskor, utan motsvarar två möjliga nya kvantvätskor: "supraledande supervätska" och "metallisk supervätska". Dessa visade sig ha högst ovanliga reaktioner på externa magnetfält och rotationer, vilket kan vara ett möjligt sätt att på experimentellt sätt verifiera dessa nya aggregationstillstånd. Det har också föreslagits att vätet, under inflytande av externa magnetfält, kan visa fasövergångar mellan supraledning och supervätska.

### Aktuell forskning
Många experiment försöker framställa metalliskt väte vid statiskt tryck och låga temperaturer. Arthur Ruoff och Chandrabhas Narayana vid Cornell University 1998, och senare Paul Loubeyre och René LeToullec från Commissariat à l'énergie atomique i Frankrike 2002, har visat att vid tryck som motsvarar jordens mitt (324 till 345 GPa) och temperaturer runt 100 K–300 K, är väte fortfarande inte en äkta alkalimetall eftersom bandgapsenergin inte är nära noll. Sökandet efter metalliskt väte i låga temperaturer och statisk komprimering fortsätter. Forskning pågår också med deuterium. Shahriar Badiei och Leif Holmlid från Göteborgs universitet visade 2004 att kondenserade metalliska tillstånd hos exciterade väteatomer (H Rydbergmateria) är effektiva föregångsstadier till metalliskt väte.

#### Pulserad laserupphetting
Smältkurvans teoretiskt förutspådda maximum (förutsättningen för flytande metalliskt väte) upptäcktes av Shanti Deemyad and Isaac F. Silvera genom den nya tekniken pulserad laserupphettning.
Den väterika föreningen SiH4 metalliserades 2008 av M. I. Eremets et al och fanns då vara supraledande, vilket bekräftade N. W. Ashcrofts tidigare teoretiska förutsägelse.

## Astrofysik
Metalliskt väte tros finnas i kopiösa mängder i de av gravitationen starkt komprimerade innanmätena hos Jupiter, Saturnus och några av de nyupptäckta exoplaneterna. Eftersom tidigare förutsägelser om dessa innanmätens natur hade tagit för givet att metalliseringen äger rum vid högre tryck än de vi nu vet att det egentligen gör, måste dessa förutsägelser justeras. De nya rönen påvisar att mycket mer metalliskt väte måste finnas inuti Jupiter än vad man tidigare trodde. Det kommer att ligga närmre Jupiters 'yta' och Jupiters enorma magnetfält, det starkaste hos någon planet i hela solsystemet, måste därför uppstå närmare ytan än vad man tidigare förmodade.

## Tillämpningar

### Kärnkraft
Ett sätt att uppnå kärnfusion, så kallad tröghetsinnesluten fusion, går ut på att rikta högenergetiska laserstrålar mot pellets som innehåller väteisotoper. Förbättrade insikter i hur väte beter sig i extrema förhållanden skulle kunna öka den utvunna effekten.

### Bränsle
Det kan bli möjligt att framställa betydande mängder metalliskt väte för praktiska ändamål. Förekomsten av en form av metastabilt metalliskt väte ('Metastable Metallic Hydrogen', förkortat MSMH) har föreslagits. MSMH skulle inte omedelbart återgå till vanligt väte vid tryckminskning. MSMH skulle kunna användas som ett bränsle och dessutom vara ett rent bränsle, med bara vatten som förbränningsprodukt. Med en densitet nio gånger större än standardvätets skulle MSMH avge betydande mängder energi när det återgår till standardväte. Om det förbränns fortare skulle det kunna användas som drivmedel med fem gånger större effekt än flytande väte och flytande syre, bränslet som användes i rymdfärjan. Oturligt nog uppträdde metalliskt väte vid experimenten vid Lawrence Livermore i alltför kort tid för att upptäcka eventuell metastabilitet.